# Garrafa de Leiden
A garrafa de Leiden (ou de Leyden), ou ainda, na sua forma portuguesa, de Leida, é uma espécie primitiva de capacitor, dispositivo capaz de armazenar energia elétrica. Foi inventada acidentalmente em 1746 por Pieter van Musschenbroek, professor da Universidade de Leiden, Países Baixos, quem estudou suas propriedades e a popularizou.

## História
Um dispositivo similar foi descrito pouco antes (1745) por Ewald Georg von Kleist, na atual Alemanha. Apesar de existir uma incerteza sobre como o aparato original era, acredita-se que este era composto por uma garrafa de vidro com água no seu interior, tampada com uma rolha perfurada por uma haste metálica que ficava em contato com a água. Quando a garrafa era segurada pela mão de um operador e a haste posta em contato com o terminal de uma máquina eletrostática, uma grande quantidade de carga elétrica era acumulada sobre as paredes da garrafa, com polaridades opostas dentro e fora. Se o operador então tocasse a haste com a outra mão, receberia um forte choque elétrico causado pela repentina descarga da garrafa. Essa descarga repentina do aparato foi um fator contribuinte que deu suporte à ideia de caminho (circuito) seguido pela corrente elétrica.

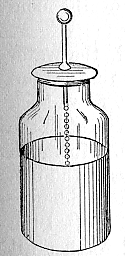
Garrafa de Leiden.

A garrafa de Leiden chamou muita atenção pela facilidade de manuseio devido ao seu tamanho e pela quantidade de carga que ela poderia armazenar. Pertinente a essa popularidade, houve muita pesquisa em relação à temperatura da água, tipo de vidro, entre outros fatores pela necessidade de manter a parte externa da garrafa totalmente seca. Logo se descobriu que a água não era necessária, e que era mais eficiente cobrir as paredes interna e externa da garrafa com uma folha metálica, deixando a folha interna em contato com a haste metálica. 
A descoberta desse aparato levou a grandes avanços na compreensão dos fenômenos elétricos, pois se passou a ter uma forma melhor de armazenar cargas elétricas significantes em um pequeno espaço. Sua evolução levou aos capacitores usados em eletricidade e eletrônica atualmente.
Nesse contexto, a garrafa de Leiden pode ser comparada ao capacitor cilíndrico, o qual tem sua capacitância determinada pela relação entre a carga e a diferença de potencial.

## Armazenamento da carga

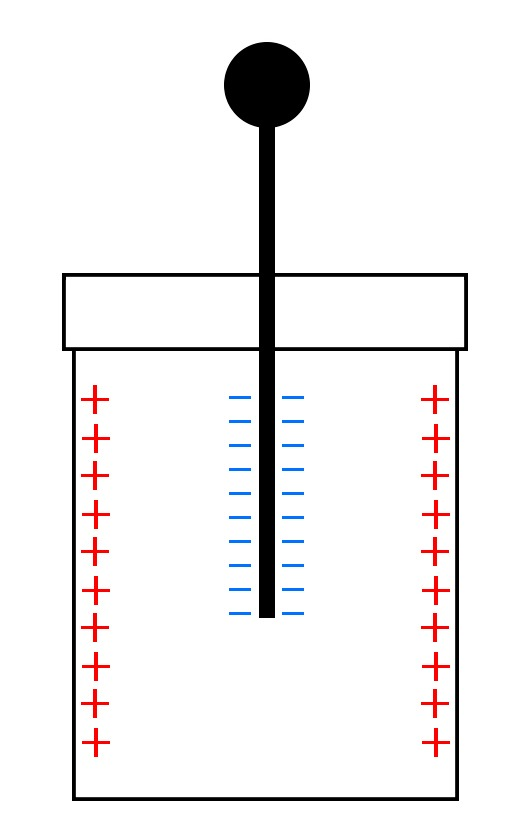
Distribuição de cargas em uma garrafa de Leiden

Acreditava-se inicialmente que a carga estava armazenada totalmente na água. No entanto, em 1700, o estadista e cientista americano Benjamin Franklin realizou várias pesquisas com garrafas cheias de água e folhas (como a célebre "experiência da pipa"), mas que no fim, concluiu que a carga estava estocada no vidro.[carece de fontes?]

## Carga residual
Se o frasco de Leiden for descarregado por um curto circuito dos revestimentos interno e externo e deixado para descansar por alguns minutos, parte da carga anterior será recuperada e uma segunda faísca poderá ser obtida a partir dele.

## Experimentos
A garrafa de Leiden foi um importante avanço na compreensão da eletricidade no século XVIII e foi amplamente utilizada em experimentos científicos e demonstrações públicas na época.
Um dos exemplos mais famosos é o experimento de Benjamin Franklin, em que ele utilizou uma garrafa de Leiden para provar que o raio era um fenômeno elétrico. Para fazer isso, Franklin utilizou uma pipa que continha uma parte metálica em sua estrutura, conectada a uma garrafa de Leiden, e quando um relâmpago atingiu-a a garrafa foi energizada, comprovando a natureza elétrica do raio.
Algumas demonstrações científicas também foram realizadas para demonstrar o potencial da garrafa de Leiden, como a realizada em 1746, quando o abade Jean-Antoine Nollet, um renomado físico francês, descarregou uma garrafa de Leiden na presença do rei Luís XV enviando corrente elétrica através de uma fileira com aproximadamente 180 guardas reais unidos pelas mãos.
Outro experimento envolvendo a garrafa de Leiden foi o encabeçado pelo anatomista e médico italiano Luigi Galvani em uma investigação experimental do fenômeno que viria a ser chamado de "bioeletrogênese". Em uma série de experimentos realizados por volta de 1780, Galvani, trabalhando na Universidade de Bolonha, descobriu que a corrente elétrica fornecida por uma garrafa de Leiden era capaz de contrair os músculos da perna de sapos e de outros animais.